# Канделаки, Валериан Антонович
Валериан Антонович Канделаки (22 августа 1881, Кутаисская губерния, Кавказское наместничество — 4 марта 1944, Тбилиси) — грузинский советский винодел, главный винодел Самтреста Наркомпищепрома Грузинской ССР.

## Биография
Родился 3 сентября 1881 года в селе Гамочинебули Кутаисской губернии (Российская империя).
В 1892 году окончил приходскую школу города Озургети, четыре класса кутаисской школы и продолжил учёбу в Крыму в Никитском училище садоводства и виноградарства.

### Виноделие
С 1903 года начал трудовую деятельность в винном погребе Ялты, а с 1905 года был виноделом в имении «Султан».
В 1904 году Валериан Канделаки вместе со старшим братом Евгением и виноделом Михаилом Ховренко провёл работу по производству вина методом нагревания.
В 1905 году Канделаки поступил на должность главного винодела в Симеиз вблизи курорта Алупка, в имение крупного промышленника и земледельца Мальцова.
В 1907 году братья Канделаки взяли в аренду имение «Шарма», где впервые в Российской империи приготовили пастеризованный виноградный сок. В Крыму Валериан женился на Марье Смирновой, дочери богатого помещика, которая получила в приданное от отца имение и винный подвал. Там Канделаки производил собственные вина и успешно реализовывал их. Он вместе с братом основал компанию «В. Канделаки и К». Компания наряду с вином занялась производством шампанского «Зандо».
После 1917 года он вернулся в Грузию и устроился на первый винный завод в Тбилиси.
С 1921 года работал в группе специалистов, основавших «Самтрест» на базе «Треста народных имений Грузии». А в 1922 году он подал докладную записку на имя управляющего «Самтрестом» с просьбой разрешить ему выработку на винном заводе Карданахи оптовых партий крепких и сладких вин. Таким образом, он начал расширение ассортимента вин, производимых в Грузии.
В первую очередь это были крепкие вина «Салхино», «Карданахи», «Саамо», «Анага» и другие, созданные лично Канделаки. Эти вина были одобрены крупнейшими виноделами страны: Н. Н. Простосердовым, М. А. Ховренко, М. А. Герасимовым. Приготовленный им же «Саперави», красный портвейн, был признан близким к типу марочных красных портвейнов.
С 1926 года начал разрабатывать технологию вина типа мадера, которое выдерживал зимой в камере с обогревом, а летом — на солнце.
В западных районах Грузии был распространён сорт Изабелла, дававший столовые вина низкого качества. Разработал технологию и впервые приготовил в совхозе «Варцихе» из этого сорта вино марки «Салхино», сходное с испанской малагой. Это сходство достигалось добавлением в вино вакуум-сусла. Вино получалось ликёрного типа, с густой окраской и кофейным оттенком. Это вино, название которого в переводе на русский означает «Радостное» или «Для радости», пользовалось большим успехом у потребителей за пределами Грузии и не раз награждалось золотыми медалями. В частности, в 1966 году именно вино авторства Канделаки выиграло Международный конкурс виноградных вин с результатом 19,36 из 20 баллов.
С 1938 года был членом учёного совета и членом дегустационной комиссии Всесоюзной научной станции виноградарства и виноделия «Магарач», с 1939 года — институт «Магарач».
В. А. Канделаки скончался 6 марта 1944 года в Тбилиси.

## Ордена, медали
В 1941 году как передовик промышленности, сельского хозяйства, науки и искусства Грузинской ССР был удостоен ордена «Знак почета».